# Elecciones parlamentarias de Abjasia de 2022
Se celebraron elecciones parlamentarias en Abjasia entre los días 12 y 26 de marzo de 2022.

## Campaña
En Abjasia, 123 candidatos,  - 107 hombres y 16 mujeres - , compitieron por los escaños de la Asamblea Popular, que se compone de 35 escaños. 19 candidatos buscaban la reelección. La Comisión Electoral Central de Abjasia cerró el registro de candidatos el 2 de marzo. La oposición del gobierno abjaso solicitó una prórroga de la actual legislatura para poner en marcha un proceso de destitución contra el presidente Aslan Bzhania, pero estas peticiones no fueron atendidas.
Hubo informes de que los candidatos ignoraron los debates normales y se centraron en cambio en la atención de las comunidades locales, incluyendo la instalación de nuevos transformadores de energía y el arreglo de caminos rurales. Se ha especulado que la falta de instituciones electorales influyentes de la sociedad civil en Abjasia contribuyó a los resultados.

## Sistema electoral
Los 35 miembros de la Asamblea Popular son elegidos en circunscripciones uninominales por votación paralela para mandatos de cinco años.

## Resultados
En 17 de las 35 circunscripciones se eligieron diputados en la primera vuelta. La participación alcanzó el 51,2% en la primera vuelta. Al menos 15 de estos escaños estaban en manos de partidarios del gobierno. El resto de los escaños fueron electos el 26 de marzo de 2022, donde la participación alcanzó el 54,52%. Solo en dos circunscripciones se realizaran nuevas elecciones.